# Alfons IV Łagodny
Alfons IV zwany Łagodnym, (hiszp. Alfonso el Benigno, katal. Alfons el Benigne) lub Dobrym (ur. 1299, zm. 24 stycznia 1336) – król Aragonii 1327–1336, nosił również tytuły króla Walencji, Sardynii i Korsyki oraz hrabiego Barcelony.
Urodzony w styczniu bądź lutym 1299 roku w Neapolu. Młodszy syn króla Aragonii i Sycylii - Jakuba II Sprawiedliwego i jego drugiej żony - Blanki Anjou (zmarła 1310), córki Karola II Kulawego - króla Neapolu.
Gdy jego starszy brat Jakub w 1319 wstąpił do zakonu joannitów, Alfons jako następny w kolejności syn królewski przejął prawa do dziedziczenia we wszystkich krajach tzw. Korony Domu Aragonii (hiszp. La Corona de Aragón – w Aragonii, Katalonii, Walencji i na Sardynii). Jeszcze za życia ojca Alfons wziął udział w wyprawie rozpoczętej w 1323, której celem było zdobycia wyspy Sardynii, podporządkowanej w tamtym czasie włoskiej republice kupieckiej w Pizie. Alfons był dowódcą floty, która pokonała Pizańczyków w bitwie pod Locucisterną (1324), w lutym tego roku zajął największe miasto wyspy Cagliari. Po podboju wyspy Alfons z ramienia ojca, który przyjął tytuł króla Sardynii, władał wyspą, jednak musiał zmagać się z antyaragońskimi powstaniami inspirowanymi przez agentów Pizy i Genui. Pizańczycy zrezygnowali ze swych praw do Sardynii w lipcu 1326, ale mimo to do końca 1329 na wyspie co jakiś czas wybuchały zamieszki.
Po śmierci ojca (1327) Alfons wstąpił na tron Królestwa Aragonii obejmując władzę również w hrabstwie Barcelony, Królestwie Walencji i Królestwie Sardynii (tzw. Korona Domu Aragonii). Powołując się na roszczenia swego ojca do Korsyki, należącej do republiki Genui, podjął nieudaną próbę zdobycia tej wyspy. Obejmując władzę Alfons spotkał się z opozycją stanów królewskich, które wymusiły na królu zapewnienie, że bez ich zgody król nie podzieli władztwa Domu Aragonii i nie zastawi żadnego z krajów wchodzących w skład Domu Aragonii. W późniejszych latach król znów popadł w konflikt z szlachtą, która sprzeciwiła się nadmiernemu rozdawaniu dóbr królewskich członkom rodziny Alfonsa, zwłaszcza jego młodszym synom. Król był zmuszony cofnąć część nadań, dzięki czemu uzyskał zgodę kortezów na podjęcie przygotowań do kolejnej wojny z Genuą, jednakże król nie uzbierał potrzebnej ilości pieniędzy dla wystawienia armii oraz floty i musiał zrezygnować ze swych wojennych planów.
Król Alfons IV zmarł 24 stycznia 1336 w Barcelonie.

## Rodzina
Pierwszą żoną Alfonsa IV była Teresa de Entanza, córka Gombaldo, barona de Entanza, poślubiona 10 listopada 1314. Teresa po swym wuju Armengol X dziedziczyła prawa do hrabstwa Urgell (zob. Alt Urgell), dzięki czemu Alfons IV przejął władzę w tym hrabstwie po śmierci Teresy (1327).
Drugą żoną Alfonsa IV była Eleonora Kastylijska, córka Ferdynanda IV - króla Kastylii i Konstancji Portugalskiej. Pierwszym mężem Eleonory był Jakub, starszy brat Alfonsa IV, jednak jeszcze w dniu ślubu (18 października 1319) Jakub opuścił swoją żonę i zrezygnował z praw do tronu. Małżeństwo Eleonory i Jakuba, nigdy nie skonsumowane, zostało anulowane, a Jakub został rycerzem zakonu joannitów. Pradziadkiem po kądzieli Eleonory był król Aragonii - Piotr III Wielki, będący zarazem dziadkiem Alfonsa IV, więc z uwagi na bliskie pokrewieństwo przyszłych małżonków do zawarcia ślubu była potrzebna papieska dyspensa. Ślub odbył się 5 lutego 1329. Zawarcie tego małżeństwa było potwierdzeniem sojuszu między Aragonią a Kastylią zawartego przeciwko muzułmańskim władcom Grenady, zmierzającego do kolejnej wyprawy przeciwko Grenadzie.
Z pierwszego małżeństwa króla pochodzili min.:
- Konstancja (ur. 1318, zm. 1346) – żona Jakuba III, króla Majorki
- Piotr (ur. 1319, zm. 1387), późniejszy król Aragonii, Piotr IV
- Jakub (ur. 1321, zm. otruty 1347), hrabia Urgell

Z drugiego małżeństwa pochodzili min.:
- Ferdynand (ur. 1329, zamordowany 1363), markiz de Tortosa
- Jan (ur. ok. 1330, zamordowany 1358).